# طنبورة (آلة)

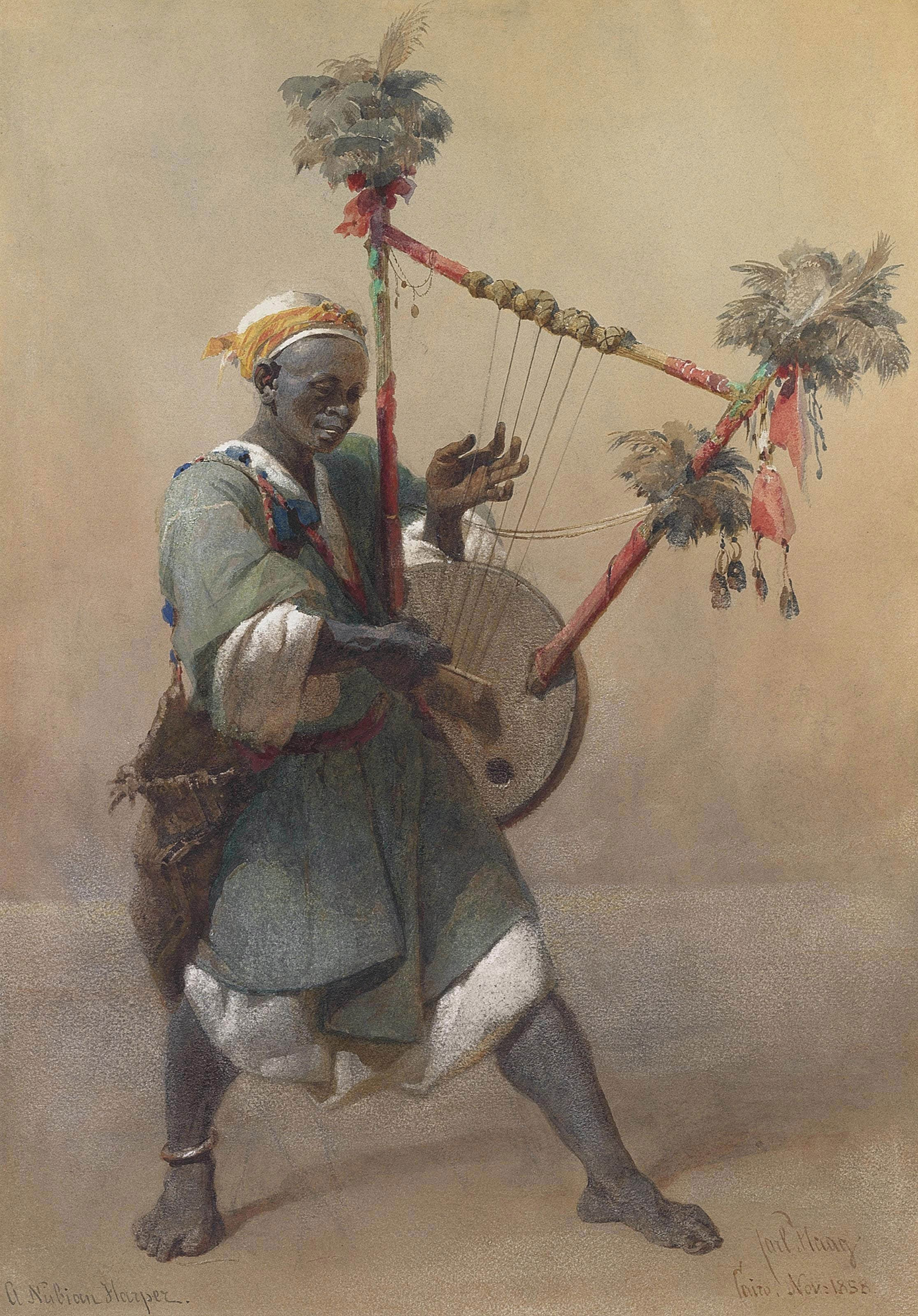
نوبي يعزف على الطنبورة في القاهرة، 1858.

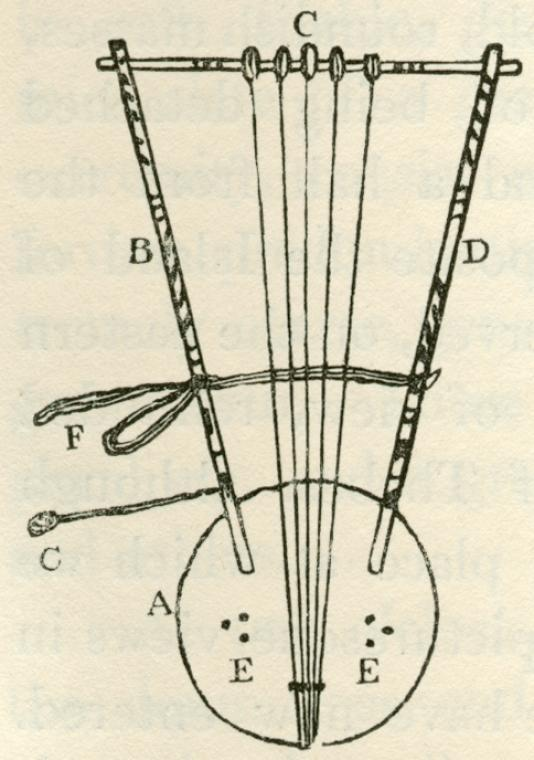
طنبور الشايقية

الطنبورة آلة موسيقية وترية قديمة، أول من استخدمها هم النوبيون. وتسمى أيضا عند النوبيين قيسار (من كلمة القيثارة) وعند البِجا باسنكوب وهي مكونة من خمسة أوتار، لا يعزف بها سوى السلم الخماسي الذي يشتهر به السودانيون وتعزف بطريقة عكس كل الآلات الوترية فلابد من الضغط على كل الأوتار باليد اليسرى والضرب على الأوتار كلها باليد اليمنى، والوتر المراد سماع نغمته هو ما تتركه وليس العكس وهي أقدم آله وترية عرفها الإنسان على الإطلاق. طورها المصريين القدماء لتصبح آلة الهارب وآلة القيسار أو الطنبور هي بعينها آلة السمسمية الموجودة في مدن القناة. أتى بها النوبيون أثناء حفر قناة السويس.

## التأثيل
طنبورة اسم معرب ذو أصل فارسي من دُنبَه أي ألية وبَرَه أي خروف، وذلك لأن هيئتها تشبه ألية الحمل.

## روابط خارجية
- صورة آلة الطنبورة